# Longxu

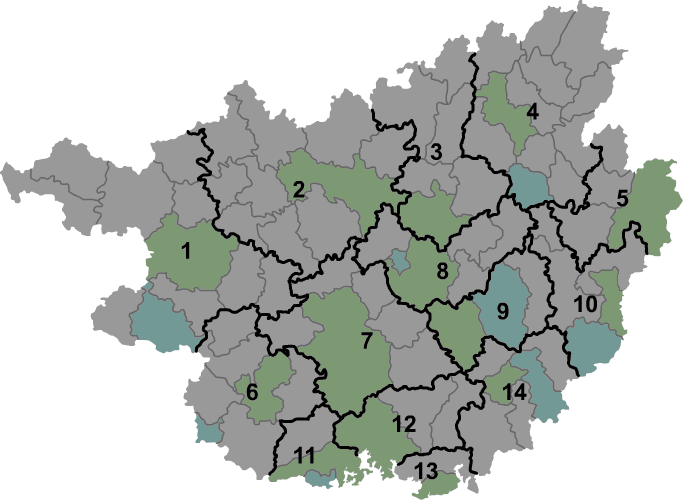
Lage des Bezirks „Longxu“ in der Ost-Region vom 10. in Guangxi

Longxu (chinesisch 龙圩区, Pinyin Lóngxū Qū, Jyutping Lung1heoi1 Keoi1; Zhuang Lungzhih Gih, Langzeichen alternativ 龍墟區, 龍圩區) ist ein Stadtbezirk der bezirksfreien Stadt Wuzhou am Ostrand des Autonomen Gebiets Guangxi der Zhuang in der Volksrepublik China. Er hat eine Fläche von 964,9 km². Da der Bezirk erst im Februar 2013 durch Ausgliederung eines Teils des Territoriums des Kreises Cangwu neu geschaffen wurde, liegt über die Zahl der Einwohner nur eine Schätzung vor. Sie beträgt 292.200. (Stand: Ende 2018)

## Etymologie
Das Schriftzeichen „圩“ – alternativ als grafische Schriftzeichenvariante 墟 – hat hier regional die Bedeutung vom „Markt“, „Marktplatz“, „Wochenmarkt“ und wird hier xū gelesen. In Kombination mit lóng – 龍 / 龙 – bedeutet der Ortsname übersetzt etwa "Drachenmarkt". In China ist das Schriftzeichen „圩“ bekannter mit der Lesung wéi und der Bedeutung für „Deich“, „Damm“ oder „Wall“ zur Eingrenzung und zum Schutz von Feldern oder Dörfern vor Flut und Hochwasser. Somit ist Longwei eine verbreitete Falschlesung des Ortsnamens  Lóngxū – 龍圩 / 龙圩, alternativ 龍墟.

## Administrative Gliederung
Auf Gemeindeebene setzt sich der Stadtbezirk aus vier Großgemeinden zusammen. Diese sind:
- Großgemeinde Longxu (龙圩镇);
- Großgemeinde Dapo (大坡镇);
- Großgemeinde Guangping (广平镇);
- Großgemeinde Xindi (新地镇).